# ژان لویی پونز
ژان لویی پونز (انگلیسی: Jean-Louis Pons; ۲۴ دسامبر ۱۷۶۱ – ۱۴ اکتبر ۱۸۳۱)
یک اخترشناس اهل فرانسه بود. با وجود شروع فروتنانه و خودآموختگی، او به بزرگ‌ترین کاشف دنباله‌دار بصری در تمام دوران تبدیل شد: بین سال‌های ۱۸۰۱ تا ۱۸۲۷ پونز سی و هفت دنباله‌دار را کشف کرد که این بیش از هر شخص دیگری در تاریخ است.
پونز در طول کار خود در سه رصدخانه کار کرد، رصدخانه مارسی، جایی که او نیز آموزش دید، یک رصدخانه کوتاه مدت در رویال پارک لامارلیا در توسکانی، و در نهایت در رصدخانه ای در فلورانس.
کار پونز از برخی از دنباله‌دار معروف قرن نوزدهم، از جمله دنباله‌دار آنکه و دنباله‌دار ۲۷پی/کروملین، پشتیبانی کرد. با این حال، بیشتر دنباله‌دارهایی که او کشف کرد دارای مدارهای تقریباً سهموی‌ای بودند و تا چند هزار سال دیگر باز نخواهند گشت.

## آغاز زندگی
پونز در پیر، اتز-آلپ، در خانواده‌ای فقیر به دنیا آمد. او آموزش رسمی کمی دریافت کرد. در سال ۱۷۸۹، او کار را برای رصدخانه مارسی به عنوان سرپرست آغاز کرد و به تدریج تجربه‌ای در کمک به ستاره‌شناسان در رصد به‌دست‌آورد. او یادگرفت که خودش مشاهدات را انجام دهد و توانایی قابل توجهی در به خاطر سپردن میدان‌های ستاره و یادداشت تغییرات در آنها از خود نشان داد.
در اوایل کار نجومی خود، پونز بی ادعا و قابل اعتماد اغلب هدف شوخی‌هایی بود که توسط ستاره‌شناسان با تجربه‌تر انجام می‌شد. فرانتس کساور فن تساخ یک بار به او توصیه کرد که در زمانی که لکه‌های خورشیدی قابل مشاهده هستند به‌دنبال دنباله‌دارها بگردد، اگرچه زاک در انجام این کار ممکن است ناخواسته توصیه‌های بسیار خوبی به پونز داده باشد.